# Éver Banega
Éver Maximiliano David Banega (* 29. června 1988 Rosario) je argentinský profesionální fotbalista, který hraje na pozici středního záložníka za saúdskoarabský klub Aš-Šabab FC, jehož je kaptiánem. Mezi lety 2008 a 2018 odehrál také 65 utkání v dresu argentinské reprezentaci, ve kterých 6 branek.

## Klubová kariéra
S profesionálním fotbalem začínal v CA Boca Juniors, kde vyhrál roku 2007 Pohár osvoboditelů. V lednu 2008 přestoupil do Valencia CF a v první sezóně s tímto klubem získal Copa del Rey. Od roku 2014 hrál za další španělský prvoligový klub Sevilla FC. Stal se dvojnásobným vítězem Evropské ligy v sezónách 2014/15 a 2015/16, v obou ročnících byl také zvolen do all-stars týmu soutěže.
Od roku 2016 do roku 2017 byl hráčem italského klubu FC Inter Milán, následně hrál do roku 2020 za klub Sevilla FC a od roku 2020 je hráčem saúdskoarabského klubu Aš-Šabab FC.

## Reprezentační kariéra
S argentinským týmem vyhrál Mistrovství světa ve fotbale hráčů do 20 let 2007 a olympijský turnaj 2008. Zúčastnil se tří ročníků jihoamerického šampionátu: v roce 2011 (Argentinci vypadli ve čtvrtfinále), 2015 (finalista) a 2016 (finalista, vstřelil gól v utkání základní skupiny proti Chile). Naproti tomu na seniorském mistrovství světa ve fotbale dosud nestartoval.

## Styl hry
Banega je uznávaný jako technicky mimořádně vybavený tvůrce hry s přesnými přihrávkami a nebezpečnými střelami z dálky.

## Zajímavost
V roce 2012 byl půl roku mimo fotbal kvůli kurióznímu zranění, když mu na benzinové pumpě zlomil nohu jeho vlastní nezajištěný automobil.

## Úspěchy
- Sestava sezóny Evropské ligy UEFA – 2019/20[7]